# Référendum liechtensteinois de 1945
Un référendum a lieu au Liechtenstein le 18 mars 1945.

## Contenu
Le référendum porte sur une modification de la constitution faisant passer de 15 à 21 le nombre de sièges au Landtag.

## Contexte
Il s'agit d'un référendum facultatif d'origine parlementaire : le Landtag décide le 8 mars 1945 de soumettre le projet de loi à la votation dans le cadre de l'article 66 de la constitution et de l'article 111 sur les amendements constitutionnels.
Le ratio de 60/40 entre le nombre de sièges attribué au Haut pays et au Bas pays ne serait pas conservé au léger avantage du Haut Pays, celui-ci passant de 9 à 13 sièges, et le Bas pays de 6 à 8 sièges.

## Résultat
| Pour                      | 498   | 20,78 |  |  |
| Contre                    | 1 899 | 79,72 |  |  |
|                           |       |       |  |  |
| Votes blancs et invalides | 93    | –     |  |  |
| Total                     | 2 490 | 100   |  |  |
| Inscrits/Participation    | 3 076 | 80,95 |  |  |